# Вспышка гнева или раздражения

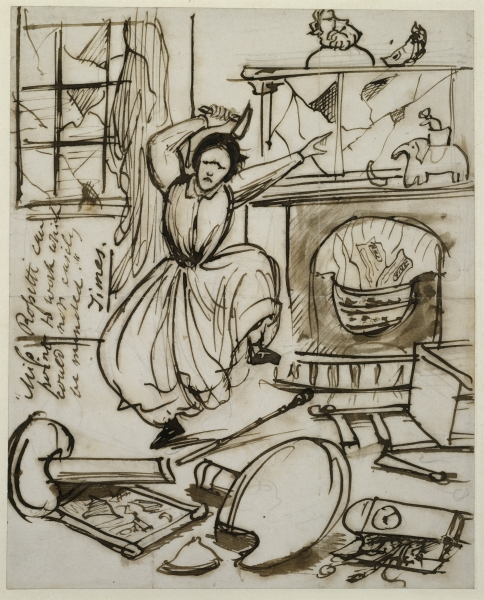
Картина «Кристина Россетти в истерике»

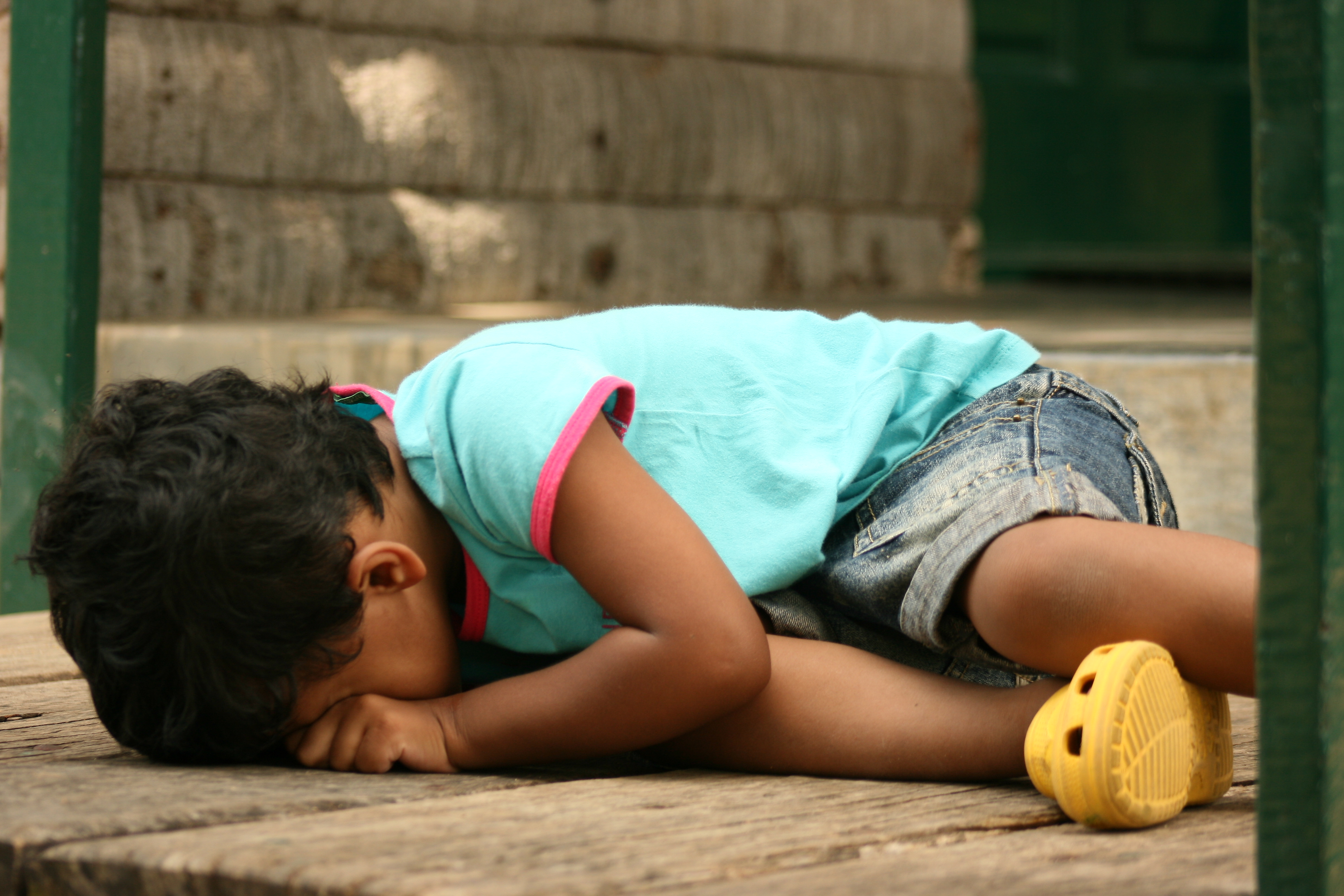
Истерика у ребёнка

Вспышка гнева или раздражения (истерика) — это эмоциональный всплеск, обычно происходящий с теми, кто находится в эмоциональном дистрессе, который обычно характеризуется упрямством, плачем, криком, неповиновением, гневными ругательствами, сопротивлением попыткам усмирения, а в некоторых случаях — ударам и другим формам физического насилия. Контроль человека над своими действиями может быть потерян, он может быть не в состоянии оставаться неподвижным, и даже если «цель» человека достигнута, его это может не остановить. Не редко истерика может сопровождаться: затяжной гневной речью. Также, состояние истерики, обостряет принятие никотина, алкоголя, и других психоактивных веществ, вероятно, из-за повышенной чувствительности нейромедиаторов.

## Истерика в детстве
Истерики являются одной из наиболее распространенных форм проблемного поведения у маленьких детей, они выражаются вспышками гнева, драчливостью, стремлением к разрушению и порче имущества, неповиновением и враждебностью. Но по мере взросления ребёнка, частота и интенсивность истерик снижается. Стоит помнить, что для малыша истерики можно считать нормальным видом поведения и даже индикатором развития характера.
Многие люди рассматривают истерики как предвестники будущего антисоциального поведения, однако, на самом деле, они просто являются соответствующим возрасту признаком чрезмерной фрустрации. Помочь в «борьбе» с истерикой может просто сдержанное поведение родителей.
Но знаменитый детский психоаналитик Сельма Фрайберг всё же предостерегает от «слишком сильного давления или насильственных методов контроля» в воспитании детей.

## Нарушения ментального и психического развития
Некоторые люди, страдающие такими нарушениями развития, как аутизм, синдром Аспергера и умственной отсталостью, могут быть более уязвимы к истерикам. Так же чаще страдать от истерик могут люди с повреждением мозга (временным или постоянным). Любой человек может время от времени впадать в истерику, независимо от пола или возраста. Однако срыв из-за сенсорной перегрузки (который могут испытывать даже нейротипичные дети) — это серьёзнее, чем вспышка гнева.

## Аберрации
Зигмунд Фрейд связывал истерики с бессознательной потребностью в наказании, вызванной чувством вины, этим он объяснял многие случаи детских истерик.
Хайнц Кохут утверждал, что истерика — это приступ нарциссической ярости, удар по раздутой самооценке, когда желания ребенка отвергаются, что вызывает у него ярость.
Ревность по поводу рождения брата или сестры также могут спровоцировать вспышки гнева у детей, поскольку попытки контролировать чувства перегружают систему психологической саморегуляции ребенка.